# Where Were You Last Night
Where Were You Last Night é um álbum lançado pela cantora sueca Ankie Bagger em 1989 pela Sonet Records.
Foram lançadas como singles as canções "People Say It's in the Air", "Where Were You Last Night", "I Was Made for Lovin' You" e "Love Really Hurts Without You".

## Faixas
1. "Where Were You Last Night" 4:13
2. "I Was Made for Lovin' You" 4:01
3. "There's No Reason" 3:39
4. "Dance the Night Away" 3:42
5. "People Say It's in the Air" 3:27
6. "Don't You Know Don't You Know" 4:52
7. "In My House" 3:48
8. "Love Really Hurts Without You" 3:27
9. "It's You" 4:02
10. "Relax" 4:51
11. "Sandy, Sandy" 3:46